# Julio Peris Brell
Julio Peris Brell (1866 - 1944) va ser un pintor valencià que va nàixer en el carrer d'En Bany de València, en una família de tradició liberal, de la xicoteta burgesia. La seua pintura es caracteritza pel seu domini per a analitzar i traduir plàsticament els distints matisos lumínics, en especial en els gèneres del paisatge, el retrat i els bodegons.

## Vida
Comença els seus estudis de Belles Arts en 1876. En 1882, va ser nomenat secretari de la secció de socis pintors de l'Ateneu Científic, Literari i Artístic de València. Va acabar els seus estudis de Belles Arts en 1884, fixant-se com a meta la dedicació exclusiva a la pintura, al marge de la docència. En 1886 va ser nomenat soci numerari de l'Ateneu, proposat pels pintors Ignacio Pinazo Camarlench, Josep Navarro Llorens i Honorio Romero Orozco.
En 1890 presenta l'obra La fe del baptisme en l'Exposició Nacional de Belles Arts de Madrid. Coneix els germans Ricardo i Pío Baroja, amb els que manté una llarga amistat.
Després de la creació del Cercle de Belles Arts de València, en 1894, participa activament en les activitats junt amb el pintor Joaquín Agrasot, concorrent a les primeres exposicions de l'entitat.
Quasi tota la producció de Peris Brell a finals del segle xix va estar dirigida al mercat català. L'any 1897 presenta la pintura La Font a l'Exposició Nacional de Belles Arts de Mèxic, sent adquirida per l'Escola Nacional de Belles Arts de Mèxic. Participa també en diverses exposicions organitzades per l'Acadèmia de Belles Arts de Cadis i la junta de l'Exposició de Belles Arts de Múrcia. És triat vicesecretari de la junta directiva del Cercle de Belles Arts de València.
En 1900 és nominat pels seus companys i triat per unanimitat per al càrrec de president de la Secció de Classe del Cercle de Belles Arts de València. El mateix any intervé en la decoració de l'escalinata del palauet del senyor José Ayora, en companyia d'Ignacio Pinazo, Antonio Fillol, Ricardo Verd i Luis Beüt. Realitza la pintura titulada Brindis. Un any després concorre a l'Exposició Nacional de Belles Arts amb la pintura titulada Ma mare.
Contrau matrimoni amb Inocencia Blanco Gimeno en 1901, viuda i mare de tres fills: Amparo, Salvadora i Tomás. Dos anys després naix la seua primera filla, Julia. En 1909 naixen les bessones Mª Ana i Vicenta. El mateix any és triat bibliotecari de l'Escola Moderna.
L'any 1911 comença una esporàdica col·laboració gràfica en la revista Letras y Figuras. S'incorpora al nou Cercle de Belles Arts en 1912, després de la superació en l'entitat de l'escissió d'un grup d'artistes. Intervé en els actes d'homenatge a Ignacio Pinazo. En 1913 és nomenat president de la secció de vetlades i festes del Cercle de Belles Arts. Un any després ascendix a president de la secció de Pintura del Cercle de Belles Arts.
L'any 1916 mor José Benlliure Ortiz, amb la família del qual es troba estretament vinculat. En 1919 mor el seu gran amic Joaquín Agrasot.
La pintura costumista, que havia arrelat en els anys centrals del segle xix i principis del xx, cobra matisos nous amb la influència de Vicente Blasco Ibáñez en el món de l'art, potser potenciant amb les seues novel·les una altra mirada del món rural que dona la del costumisme estàtic. Però Peris Brell impregna de paisajisme totes les composicions d'un subtil matís costumista, pinta amb un estil de factura ràpida però conscient, ja que apunta amb precisió al detall del quadre, donant així un efecte a la retina de l'espectador.
L'any 1923 presenta 31 obres en l'exposició Manifestació d'Art Valencià, celebrada en el palau del Bon Retir de Madrid, dedicant-se-li tota una sala. El 10 d'agost mor el seu amic i mestre Joaquín Sorolla.
En 1924 presenta a l'Exposició Nacional de Belles Arts, amb les obres A plena llum i ‘'Barraca valenciana. Participa en l'Exposició d'Artistes Espanyols, organitzada en Buenos Aires en 1925 per Alejandro Pardiñas Cabré.
Comença a participar regularment en la sala Imperium des de l'any 1926, la primera galeria d'exposicions de pintura, escultura i art decoratiu, de caràcter estable a València, a banda de la del Cercle de Belles Arts. El 6 de desembre un grup d'amics li tributen un homenatge en les Termes Victòria.
En 1928 la Reial Acadèmia de Belles Arts de Sant Carles ho tria acadèmic de nombre. Obté un gran èxit en les exposicions organitzades pel Cercle de Belles Arts, així com en l'exposició Pintura Catalana de Grans Mestres del segle XIX organitzada a Barcelona per Galeries Laietanes en 1931. El mateix any, la Diputació Provincial de València li anomena jurat per a les oposicions de la pensió de pintura.
Durant l'any 1933 concorre a l'Exposició d'Artistes Valencians Reunits, organitzada per la galeria Emporium, així com la tradicional exposició de la Fira De Juliol, organitzada pel Cercle de Belles Arts i a l'exposició de pintura i escultura organitzada per la Federació Industrial i Mercantil.
Participa en l'Exposició Regional de Belles Arts de 1934. Aquest mateix any torna a ser anomenat membre tribunal per a la pensió de pintura convocada per la Diputació Provincial de València.
Concorre amb assenyalat èxit, de part del públic i de la crítica, a la III Exposició Regional de Belles Arts (1935) organitzada pel Cercle de Belles Arts i patrocinada per l'Ajuntament de València. Per votació popular li és concedida la medalla del diari La Veu Valenciana.
Concorre a l'Exposició Pro Milícies, en el claustre de la Universitat Literària, organitzada per Aliança d'Intel·lectuals en Defensa de la Cultura en 1936 i patrocinada per l'Ateneu Popular.
La galeria Prat organitza en el seu honor una exposició antològica de les seues obres en 1943. En 1944 concorre a l'Exposició de Flors i Bodegons, organitzada pel cercle de Belles Arts i a la col·lectiva de pintors en la Sala Mateu. El 19 de desembre mor en el seu domicili del carrer Ciscar a València.